# Prix-lès-Mézières
Prix-lès-Mézières é uma comuna francesa na região administrativa de Grande Leste, no departamento das Ardenas. Estende-se por uma área de 5,08 km², com 1 426 habitantes, segundo os censos de 1999, com uma densidade de 280 hab/km².